# 東山村 (富山県)
東山村（ひがしやまむら）は、かつて富山県下新川郡にあった村。村役場は旧下立村役場庁舎（下立2363番地、後の宇奈月町教育センター）を1940年11月より使用していたが、旧浦山村の大字浦山に設置されていた時期もある。
村名は、下立・浦山両村が山の東に並んでいたことにちなんでいる。

## 沿革
- 1940年（昭和15年）4月1日 - 下新川郡浦山村及び下立村が合併して、下新川郡東山村が発足する。
- 1954年（昭和29年）7月10日 - 下新川郡東山村、内山村及び愛本村が合併して、下新川郡宇奈月町が発足する。